# Люй Букарма
Ryofu Karma (呂布カルマ), народився 7 січня 1983 року, — це японський ріпер. Він також відомий як телевізійна особистість і критик. Він має досвід роботи як актор і актор озвучування. Його вважають одним з найсильніших ріперів у японських реп-батлах.

## Огляд
Його характерною рисою як репера є сила в реп-батлах. Детальніше про це читайте в розділі "Оцінка".
Він також популярна телевізійна особистість. У 2023 році він з'явився у 156 телевізійних програмах..
Він надав реп для багатьох рекламних роликів і сам з'явився в них. Найвідомішою рекламою є "Tolerant Rap(寛容ラップ)", створений AC Japan (Advertising Council) у 2022 році..
Рьоф має зовнішній вигляд Якудза.. У цій рекламі Ryoff лагідно співає реп старій жінці.. Ця реклама здобула багато нагород у 2022 році..
Рьоф також активний як критик. Він спеціалізується на критиці моделей у купальниках та манги. Ryoff закінчив кафедру ілюстрації в університеті мистецтв.. Він розглядає тіла моделей у купальниках як мистецтво. Під час навчання в університеті він прагнув стати манґакою.. Він вміє малювати та створювати манґу, що робить його частим критиком манґи та промоутером.
Рьоф не має офіційного веб-сайту і ділиться інформацією на X (Twitter).. Його заяви часто провокаційні.. Він часто сперечається зі звичайними людьми у соціальних мережах..
У вересні 2024 року він розкритикував дизайн сільської станції у Префектура Тотторі. Багато японців критикували його коментарі, але сільська станція стала відомою завдяки його зауваженням.. Губернатор префектури Тотторі і залізничні посадовці позитивно відгукнулися про Рьофа.. Незабаром після цього, Префектура Тотторі запустила кампанію.. Це показує, як Рьоф впливає на суспільство через соціальні медіа.
```

## Оцінка

### Оцінка як репера
Його вважають "найсильнішим" у реп-батлах. Багато газет, телепрограм та журналів оцінили його як найсильнішого. Нижче наведена таблиця з підсумками його оцінок різними медіа.
| Медіа                                    | Опис                                                                            |
| ---------------------------------------- | ------------------------------------------------------------------------------- |
| Fuji-TV                                  | Найсильніший репер, Ryoff Karma                                                 |
| HOCHI Sports Newspaper                   | Найсильніший репер, Ryoff Karma                                                 |
| Forbes JAPAN                             | Відомий як найсильніший репер                                                   |
| Tokai-TV                                 | Найсильніший репер Японії, Ryoff Karma                                          |
| Fuji-TV ‘Mezamashi 8’                    | Ryoff Karma, один з провідних реперів Японії                                    |
| AbemaTV ‘Freestyle Unification of Japan’ | Найсильніший активний репер                                                     |
| Tokyo-TV                                 | Король реперів Ryoff Karma                                                      |
| Da Vinci Web                             | Один з найсильніших активних реперів, що володіє неперевершеною силою в батлах. |
| Town News                                | Провідний репер Японії                                                          |
| Real Sound                               | Найсильніший активний репер, Ryoff Karma                                        |
| BOOK Watch                               | Один з провідних японських реперів, Ryoff Karma                                 |
| News Crunch                              | Один з реперів, що представляють японський хіп-хоп                              |
| UNIVERSITY of CREATIVITY (Hakuhodo)      | Репер, що представляє Японію, Ryoff Karma                                       |
| SPORTS BULL                              | Відомий як найсильніший активний батл-репер                                     |

Серія "Nikkei MJ" від Японської економічної газети (Nihon Keizai Shimbun) висвітлювала досягнення японських реперів. У цій статті зазначено: "Харизматичні репери, такі як R-Shitei та Ryoff Karma, почали частіше з'являтися в медіа.".
Репер SKRYU виграв кілька змагань, включаючи ‘SENGOKU MC BATTLE’. В інтерв'ю жіночому тижневику SKRYU сказав: "У майбутньому я хочу стати телезіркою, як R-Shitei і Ryoff Karma.".

## Телевізійна діяльність
Він прорвався як телевізійна особистість у 2023 році. Того року він з'явився на телебаченні 156 разів і зайняв 8-е місце у списку "Проривних талантів 2023 року".
Чому він популярний як телевізійна особистість? Ось причини.
- Унікальний зовнішній вигляд: Він виглядає як старомодний японський Якудза.[32]
- Почуття гумору: Його манера розмови схожа на коміка.[33]
- Навіть коли він робить екстремальні заяви, ніхто не обурюється: Він чудово підходить для дебат-шоу.[34]
- Ввічливість: Він працював звичайним працівником до 33 років. У нього також є двоє дітей.[35]
- Він репер: Це рідкість, коли репери з'являються на японських телевізійних програмах.[31]
- Освічений: Він закінчив університет мистецтв.[5]

Він може обговорювати складні теми: Він веде щотижневе радіошоу, у якому виступають науковці.
Однією з найпопулярніших телевізійних особистостей у Японії є Мацко Делюкс. Засоби масової інформації порівнювали Ryoff з Мацко Делюкс, кажучи: "Ryoff може стати як Мацко Делюкс".
Мацко - гей-трансвестит, який здобув популярність із підпільного світу. Ryoff має дві спільні риси з Мацко: виразний вигляд і підпільне походження.
Зі зростанням популярності Ryoff зростала і кількість людей, які його не люблять. До першої половини 2023 року він зайняв третє місце у списку "талантів, яких важко прийняти як проривних зірок".

## Стиль у реп-батлах
Він рідко використовує риму в реп-батлах. Натомість він змагається на основі змісту своїх текстів. Його тексти гостро сатиризують його опонентів.
Яскравий приклад цього стилю можна було побачити на "BATTLE SUMMIT у Ніппон Будокан" у 2022 році, де він зіткнувся з SON-GONG(孫-GONG).
На тому заході Ryoff розмістив рекламу на своєму тілі, отримуючи гроші від компаній і розміщуючи їхні логотипи на своєму шиї та руках.
SON-GONG критикував Ryoff, кажучи: "Йому платять за цю рекламу. Я підтримую хіп-хоп світ безкоштовно. Я справжній репер". Ryoff відповів: "Він звужує хіп-хоп світ. Я розширюю його". Ryoff переміг у матчі.
У фіналі "GAISEN MC BATTLE" 2020 року він зустрівся з MU-TON. Ryoff поклав своє пальто і гаманець у два з чотирьох кутів сцени. Коли бій перейшов у овертайм, він помінявся місцями з MU-TON.
MU-TON побачив пальто і гаманець Ryoff і зачитав: "Ти нервуєш, чи не так?" Але Ryoff поклав сонцезахисні окуляри і дерев'яну гілку в два інші кути (тоді він завжди носив із собою дерев'яну гілку як талісман).
Тоді він зачитав: "Магічне коло завершено". Це розгорталося, як імпровізована вистава, і аудиторія була у захваті.
У стресовій ситуації фінального овертайму Ryoff продемонстрував новаторську грайливість. Його підхід може стати натхненням для бізнесменів, і саме тому японське видання Forbes детально висвітлило цей бій.
Найвідоміший бій Ryoff, однак, це той, який він програв. У 2018 році на "Freestyle Dungeon 5th Season" Ryoff змагався з R-Shitei. Хоча R-Shitei незабаром завершив кар'єру в батлах, як і Ryoff, він вважається одним з найсильніших реперів у медіа.
Ryoff більше не міг відповісти на реп R-Shitei. Зрештою, Ryoff сказав: "У мене більше немає слів. Він сильний". Він припинив бій на півдорозі. "Freestyle Dungeon" - це відомий турнір з батлів, який транслюється по телебаченню. Такий розвиток подій був безпрецедентним. Слова Ryoff "Він сильний" стали відомими.

## Концертні виступи
Ryoff Karma взяв участь у першому в Японії концерті, що поєднав симфонічний оркестр та репера. Концерт відбувся у Suntory Hall за участю de:Tokyo New City Orchestra.
Він також виступав на першому музичному фестивалі в аеропорту Японії "MusicUnity2022", який відбувся в аеропорту Ханеда.
У 2024 році Ryoff взяв участь у "A-Nation" - одному з найвідоміших музичних фестивалів Японії.
У червні 2024 року він виступив на заході "Tora-Fes" для професійної бейсбольної команди Ханшин Тигри.
У червні 2021 року Ryoff співпрацював із популярним репером і співаком Mitsuhiro Hidaka (SKY-HI), учасником поп-гурту AAA (band), на спільному турі.
У лютому 2024 року він виступив у Австралії на заході "Mediterranean". У серпні 2024 року він виступив на Тайвані у місці проведення "ATT 4 FUN".
Крім того, Ryoff виступав на різних фестивалях під відкритим небом та рок-фестивалях. Незважаючи на свою популярність у мейнстрімі, він надає перевагу виступам у невеликих клубах і концертних залах, підтримуючи зв'язок з андеґраундною реп-сценою. Він виступає два-три рази на тиждень.

## Запис
Хоча Ryoff не часто використовує схеми рим у реп-батлах, він більше зосереджується на римах у своїй записаній музиці. Яскравим прикладом цього є його реліз 2009 року "Kakugen-ka-Kugen(格言か苦言)" (Прислів'я або скарги). Цей трек високо оцінений слухачами, які цінують складні рими.
Троє відомих реперів—R-Shitei, Shinpeita(ja:晋平太), та ja:FORK—високо оцінили римувальні здібності Ryoff. Ці троє реперів вважаються одними з найкращих римувальників Японії.
Ryoff створив і виконав багато реп-пісень для реклами. На серйозні теми він складав реп для таких організацій, як AC Japan (Рада з публічнихзв'язків) та для місцевих урядових установ.
Він також створив репи для великих корпорацій, таких як Yanmar та Central Japan Railway Company.
Ryoff також створив реп-пісні для продукції для дорослих та для реклами, пов'язаної з азартними іграми (перегони на човнах та пачінко). Він адаптує свій стиль репу відповідно до вимог клієнта.

## Співпраця
Ryoff Karma співпрацював з багатьма провідними японськими реперами, такими як DJ Krush, Hannya(般若), Shinpeita(晋平太), Gaki Ranger(餓鬼RANGER), Kan a.k.a GAMI(漢 a.k.a GAMI) і DOTAMA.
Він також співпрацював з артистами поза межами хіп-хопу. У серпні 2024 року він працював з учасниками [[:en:TRF (group)] DJ KOO та SAM, відомими за їхній піонерський внесок у євробіт-танцювальну музику, у складі гурту "B.O.C.". Композицію та аранжування цього твору створив відомий японський музикант Tetsuya Komuro.
У січні 2024 року він випустив трек "On the Earth" з айдол-гуртом jp:LINKL PLANET. У березні 2023 року він також випустив пісню "Gure" разом із рок-гуртом ANABANTFULLS.

## Зовнішність і стиль
Медіа часто описують зовнішність Ryoff як схожу на "старомодних японських якудза". Його фірмовий стиль включає сонцезахисні окуляри, яскраві сорочки з візерунками та гладко зачесане назад волосся. Цей стиль часто асоціюється із зовнішністю якудза у старих японських фільмах.
Цей унікальний стиль рідкісний як для репера, так і для телевізійної зірки, що сприяє його популярності.

## Стиль репу

### Римування
Він не часто використовує рими в реп-батлах. Ця характеристика детально описана в розділі "Реп-батли".
Коли він почав займатися репом, римування було важливим елементом у японському репі, тому він також надавав великого значення римам. Однак одного дня він почув імпровізований реп репера FORK. Римування FORK було чудовим. Після цього Ryofu відмовився від змагань з римування в реп-батлах.
Реп без рим був ризикованим у Японії 2000-х років, але він продовжував цей стиль. З часом його унікальний підхід отримав підтримку серед громадськості.

### Флоу (Інтонація та вокальний стиль)
Він виконує в спокійному, низькому тоні. Його стиль репу унікальний і відомий в Японії. Він також знявся в рекламі цукерок Snickers. У рекламі сказано: "Коли цей хлопець голодний, він перетворюється на Ryoff Karma". У рекламному ролику школяр читає реп у стилі Ryoff Karma. Його стиль став настільки відомим, що був представлений в цій рекламі.
Коли його запитали, чому він читає реп таким чином, він пояснив: "Я не можу читати реп з вільною інтонацією, як репер Chinza-Dopeness(鎮座DOPENESS). Я не можу проводити пристрасні живі виступи, як репер Hannya(般若)." Він усвідомив, що не може імітувати цих двох реперів, і вирішив дослідити протилежний стиль.

### Тексти пісень (Songwriting)
Його підхід до написання текстів полягає в тому, що: "Те, що я пишу в текстах, стає реальністю". Він мав багато випадків, коли те, що він писав у своїх текстах, втілювалося в життя. Ось чому він завжди пише тексти з позитивним змістом. Він не описує своє виховання в текстах. Його поточна мета — створити національний хіт.

## Додаткова література
- Ryofu Karma『Людина, яка не вагається(ブレん人)』2023. Cosmic Publishing ISBN 978-4774792873
- 『Ryofu Karma 1st Photobook』2023. One Publishing. ISBN 978-4651204123.

## Зовнішні посилання
- Люй Букарма у соцмережі «Твіттер»
- 【Офіційний】Ryofu Karma NUMA на YouTube
- Японська Вікіпедія "呂布カルマ"

```
This translation maintains the original formatting, categories, and references while rendering the English text into Ukrainian. Let me know if you need any further adjustments!